# Tiefenbach (Kulmbach)
Tiefenbach (oberfränkisch: Diefn-booch) ist ein Gemeindeteil der Großen Kreisstadt Kulmbach im Landkreis Kulmbach (Oberfranken, Bayern). Tiefenbach liegt in der Gemarkung Mangersreuth.

## Geografie
Die Einöde bildet eine geschlossene Siedlung mit Forstlahm und besteht aus drei Wohngebäuden mit eigener Nummerierung. Der Tiefenbacher Weg führt etwas weiter südlich zur Forstlahmer Straße (= Kreisstraße KU 16).

## Geschichte
Der Ort wurde 1547 als „Tiffenbach“ erstmals urkundlich erwähnt. Benannt wurde er nach der Lage. Heute wird der Bach Hauptgraben genannt.
Gegen Ende des 18. Jahrhunderts gehörte das aus zwei Anwesen bestehende Tiefenbach zur Realgemeinde Forstlahm. Das Hochgericht übte das bayreuthische Stadtvogteiamt Kulmbach aus. Grundherren waren das Kastenamt Kulmbach (1 Gütlein) und das Stiftskastenamt Himmelkron (1 Tropfgütlein).
Von 1797 bis 1810 unterstand der Ort dem Justiz- und Kammeramt Kulmbach. Mit dem Gemeindeedikt wurde Tiefenbach dem 1811 gebildeten Steuerdistrikt Gößmannsreuth zugewiesen. 1812 erfolgte die Überweisung an den Steuerdistrikt Mangersreuth und der neu gebildeten gleichnamigen Ruralgemeinde. Am 1. April 1946 wurde Tiefenbach nach Kulmbach eingegliedert.

### Einwohnerentwicklung
| Jahr      | 001818 | 001861 | 001871 | 001885 | 001900 | 001925 | 001950 | 001961 | 001970 | 001987 |
| Einwohner | 7      | 12     | 7      | 10     | 7      | 10     | 11     | 8      | 9      | *      |
| Häuser    | 1      |        |        | 2      | 2      | 2      | 2      | 2      |        | *      |
| Quelle    | [ 7 ]  | [ 11 ] | [ 12 ] | [ 13 ] | [ 14 ] | [ 15 ] | [ 16 ] | [ 17 ] | [ 18 ] | [ 19 ] |

## Religion
Tiefenbach ist seit der Reformation evangelisch-lutherisch geprägt und nach Unsere Liebe Frau (Mangersreuth) gepfarrt.